# Ramaria rufescens (burete)
Ramaria rufescens (Jacob Christian Schäffer, 1774 ex Edred John Henry Corner, 1950), sin. Clavaria rufescens (Jacob Christian Schäffer, 1774), din încrengătura Basidiomycota în familia Gomphaceae și de genul Ramaria, din încrengătura Basidiomycota în familia Gomphaceae și de genul Ramaria, denumită în popor între altele  burete creț sau creasta cocoșului, este o ciupercă comestibilă rară care coabitează, fiind un simbiont micoriza (formează micorize pe rădăcinile arborilor), având și însușiri ale încrengăturii Ascomycota. În România, Basarabia și Bucovina de Nord, se dezvoltă în pădurile de conifere asociată cu molidul și (mai rar) pinul de pădure, crescând pe sol proaspăt și calcaros sau de marnă, adesea pe mușchi. Aceste tipuri de pădure ocupă adesea suprafețe mici și fragmentate și sunt în scădere, din cauza pierderilor de suprafață și a condițiilor ecologice reduse. Crește de la câmpie la munte preponderent izolată în jurul arborilor, din (iunie) iulie până în octombrie.

## Taxonomie

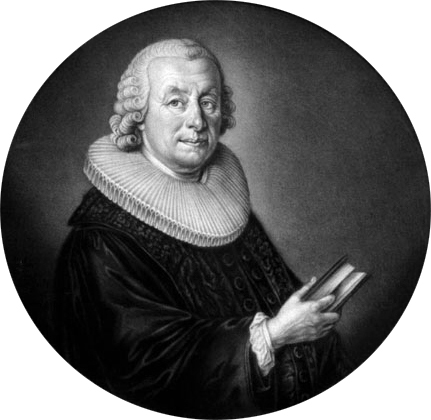
J. C. Schäffer

Numele binomial a fost determinat originar drept Clavaria rufescens de micologul german Jacob Christian Schäffer în volumul 4 al operei sale Fungorum qui in Bavaria et Palatinatu circa Ratisbonam nascuntur Icones din 1774, și transferat corect la genul Ramaria sub păstrarea epitetului de către botanistul și micologul englez Edred John Henry Corner (1906-1996), de verificat în publicația sa Monograph of Clavaria and allied Genera în jurnalul științific Annals of Botany Memoirs din 1950. Alte încercări de redenumire n-au fost făcute. 
În 1973, micologii americani Currie D. Marr și Daniel E. Stuntz au descris un soi apărut în Oregon sub denumirea Ramaria rubripermanens, văzută drept specie proprie, dar în ultimul timp și ca identică cu Ramaria rufescens.
Epitetul este derivat din cuvântul latin (latină rufus=roșiatic, roșu de vulpe), 

## Descriere

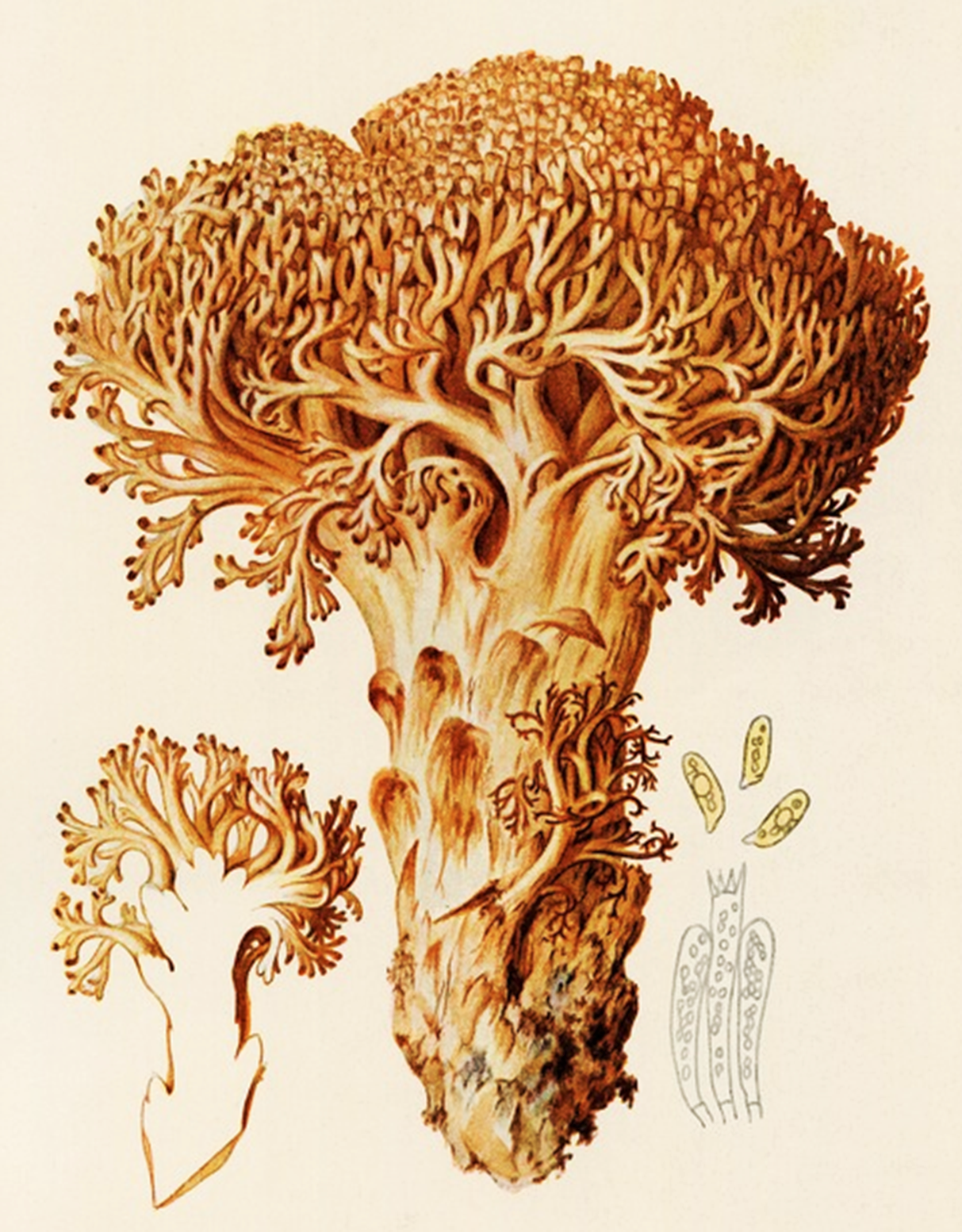
Bres.: Clavaria rufescens

- Corpul fructifer: este ferm  cu aspect de corali, având o înălțime de 7-12 cm și un diametru de 8-15 cm, ramurile o grosime de 2,5-6 cm. El se împarte dintr-un cocean masiv și conic în numeroase ramificații verticale și cilindrice, ușor îndoite, bifurcate de deseori, și ele destul de  cărnoase, groase la trunchiul comun și subțiate treptat către vârf care sunt zimțate sau despicate. Coloritul trunchiului neted este mai mult sau mai puțin alb, nu rar cu nuanțe roșiatice sau slab maroniu de nuci. Este doar ușor legat cu pământul. Ramurile și ele albe au uneori o tentă alb-gălbuie, dar vârfurile sunt viu colorate roz-roșiatic, vinaceu până roșu închis.
- Carnea: este albă, compactă și casantă atât ciuperca este tânără, devenind însă repede ceva apoasă. Mirosul este neremarcabil până foarte slab fructuos, gustul fiind tânăr puțin semnificativ, dar cu avansarea în vârstă din ce în ce mai amar.[4][6]
- Caracteristici microscopici: are spori alungit elipsoidali, ceva în formă de migdale, dar cu baza oblic apiculată, cu o mărime de 8-10 x 3,5-4 microni. Pulberea lor este de culoare ocru. Basidiile de 40-45 x 6-8 microni cu 4 sterigme fiecare sunt cilindric clavate.

Cistidele (elemente sterile situate în stratul himenal sau printre celulele din pielița pălăriei și a piciorului, probabil cu rol de excreție) ceva mai scurte sunt ușor umflate în sus și rotunjite la vârf. Prezintă fibule la bază.
- Reacții chimice: carnea reacționează cu „Reactivul Melzer⁠(en)[traduceți]” puternic, căpătând o culoare foarte închisă.[15]

Chiar și specialiști au probleme cu diferențierea buretelui matur ((bătrân) cu alte specii necomestibile sau otrăvitoare ale acestui gen.

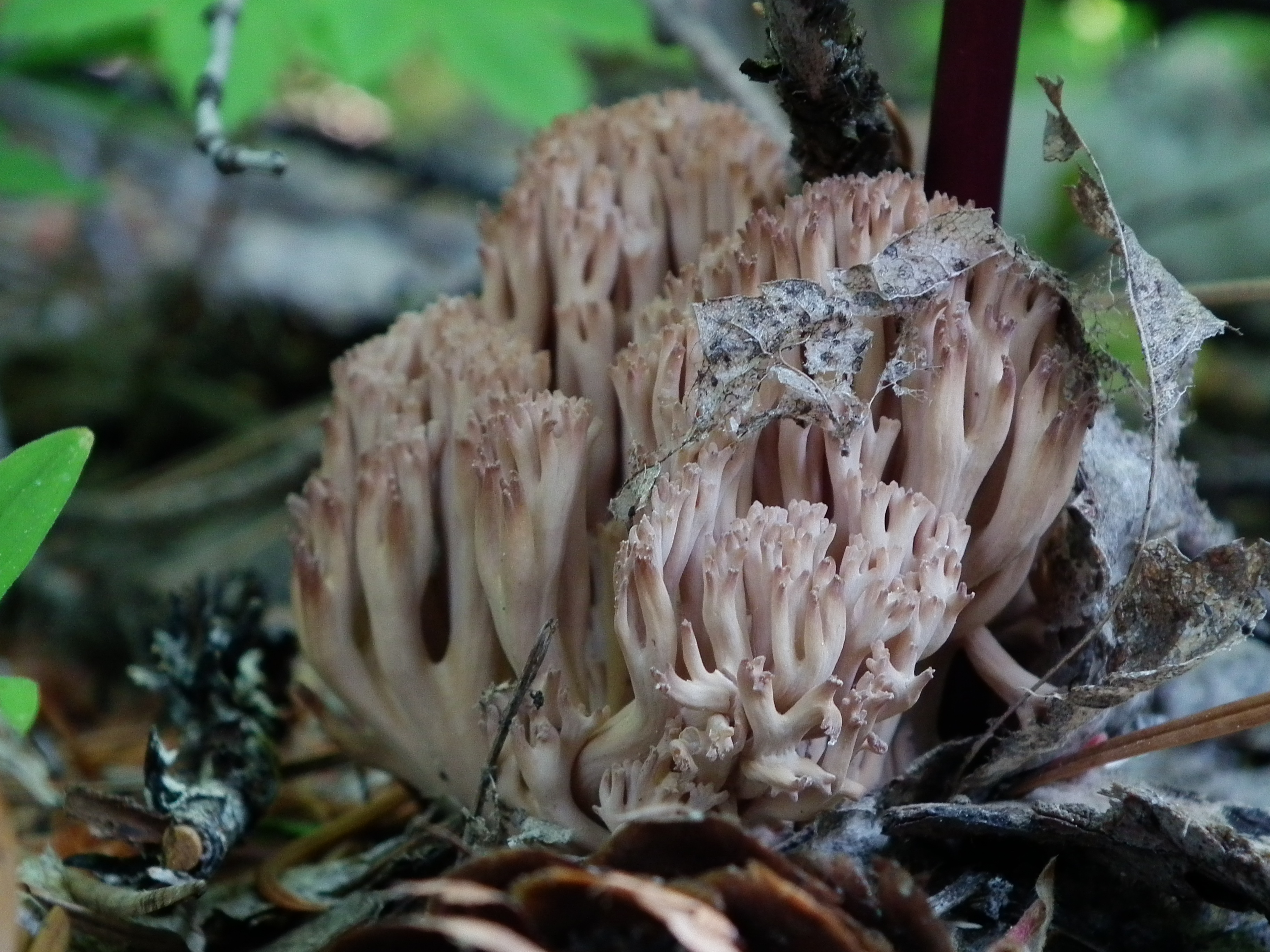
R. rufescens (rubripermanens) mai tânără
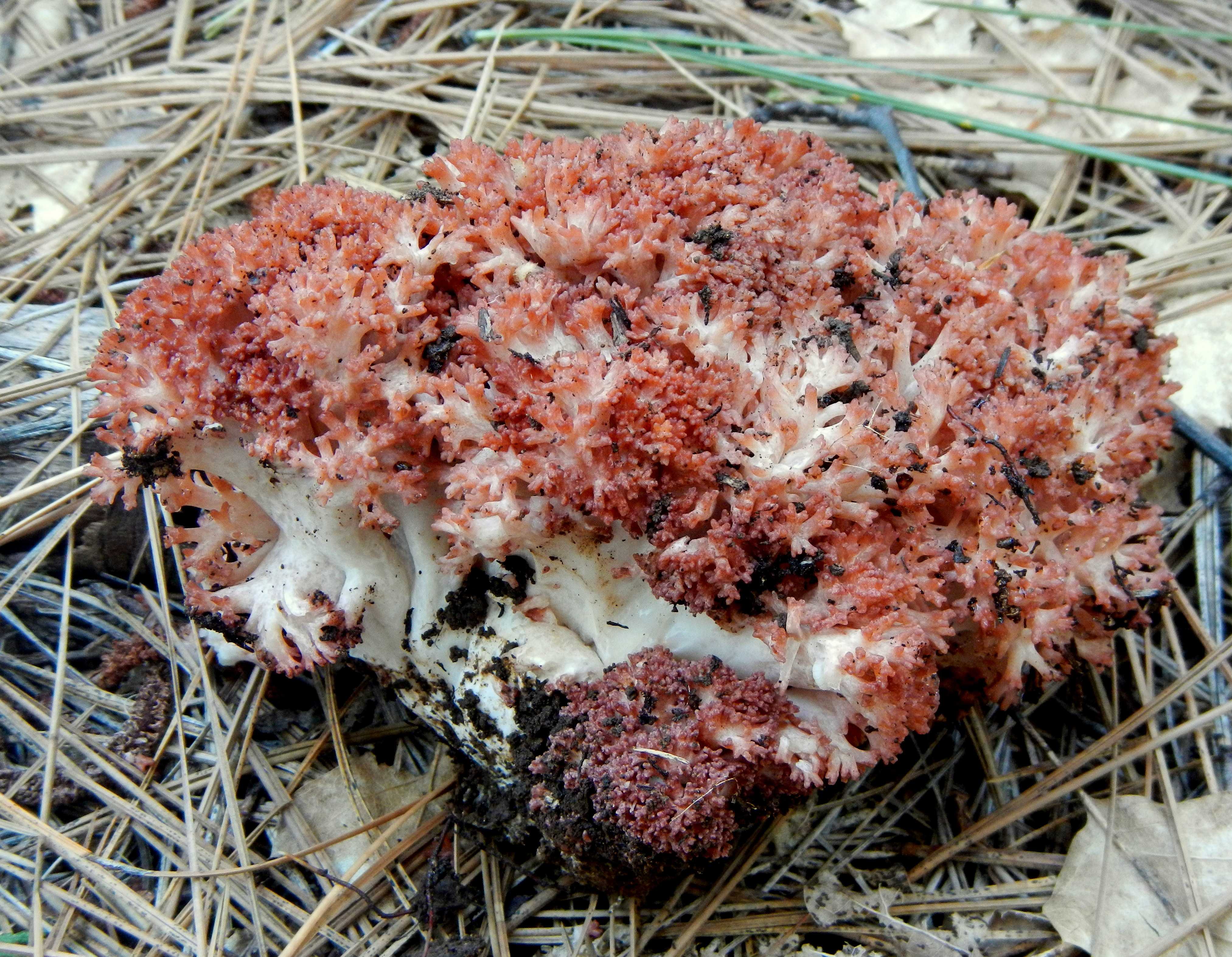
R. rufescens (rubripermanens) matură
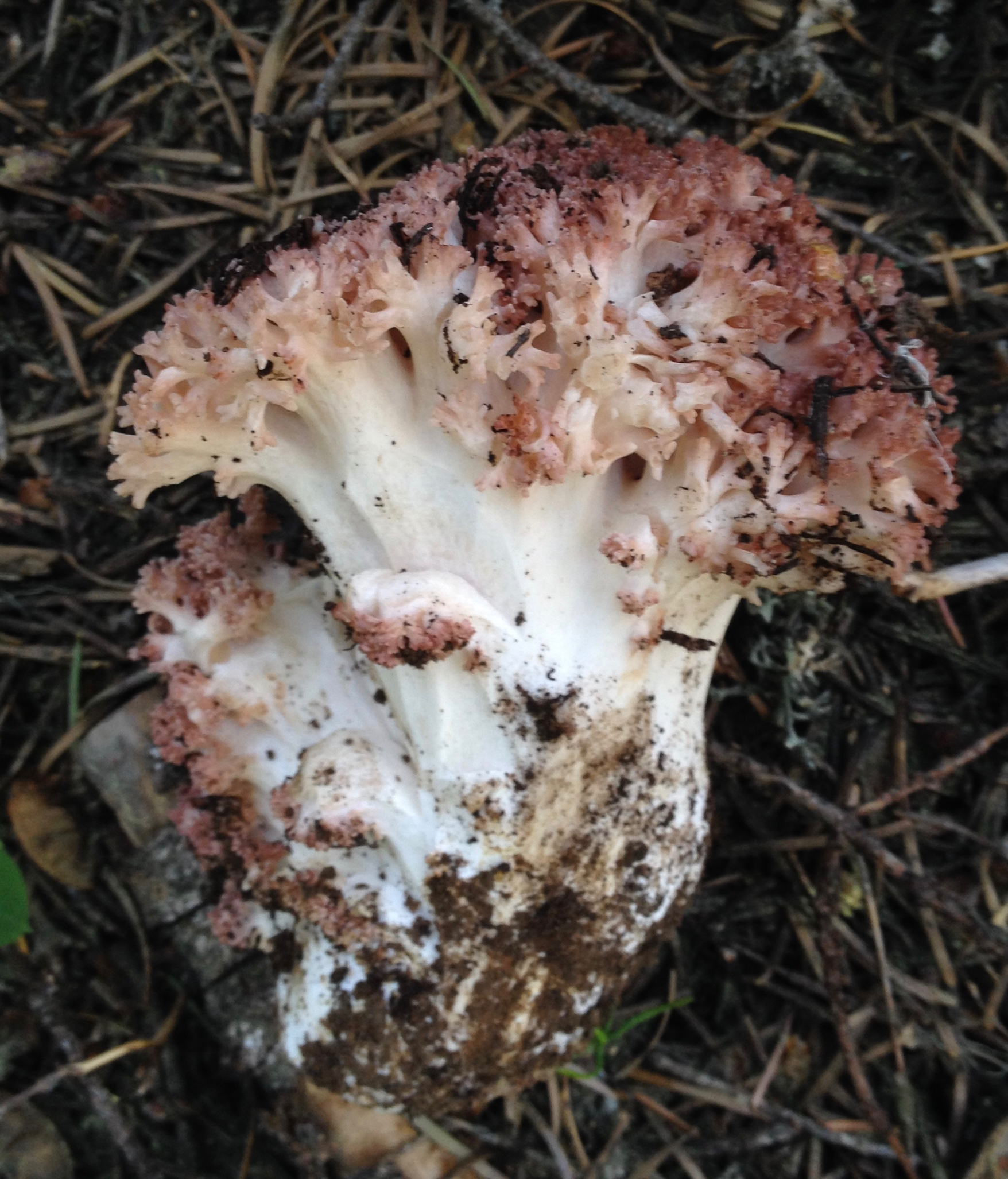
R. rufescens (rubripermanens), aspect lateral

## Confuzii
Acest burete poate fi confundat ușor cu specii aceluiași gen, cum sunt de exemplu: 
| - Ramaria aurea (comestibilă) - Ramaria botrytis (comestibilă) - Ramaria fennica (necomestibilă) - Ramaria flava (comestibilă) - Ramaria flavescens (comestibilă), - Ramaria formosa (otrăvitoare) - Ramaria gracilis (comestibilă) | - Ramaria largentii (comestibilă) - Ramaria obtusissima (comestibilă, puțin gustoasă), - Ramaria ochroclora (comestibilitate nesigură) - Ramaria pallida (otrăvitoare) - Ramaria stricta (necomestibilă) - Ramaria testaceoflava (necomestibilă) |

## Specii asemănătoare în imagini

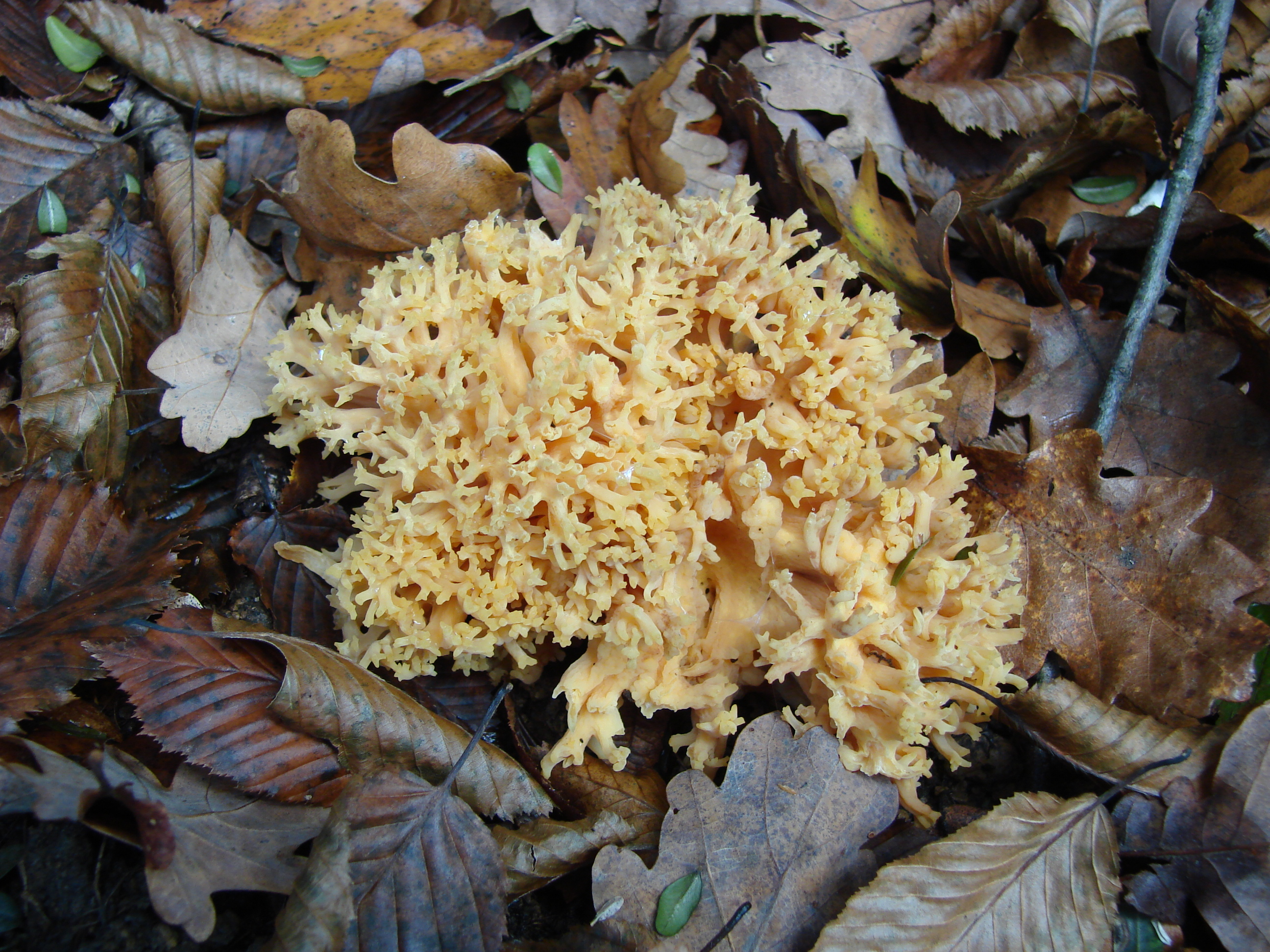
Ramaria aurea
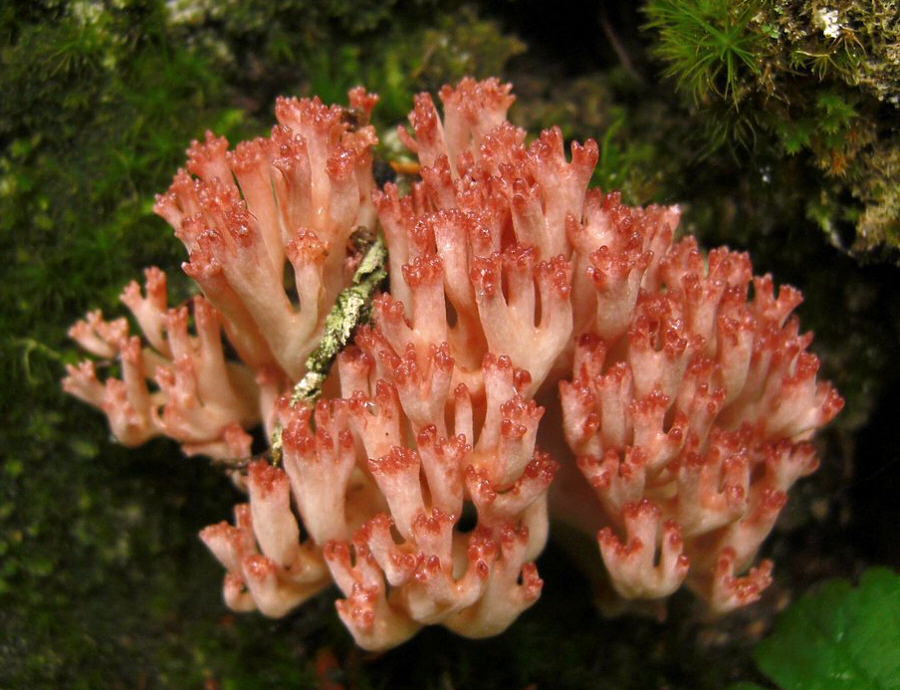
Ramaria botrytis
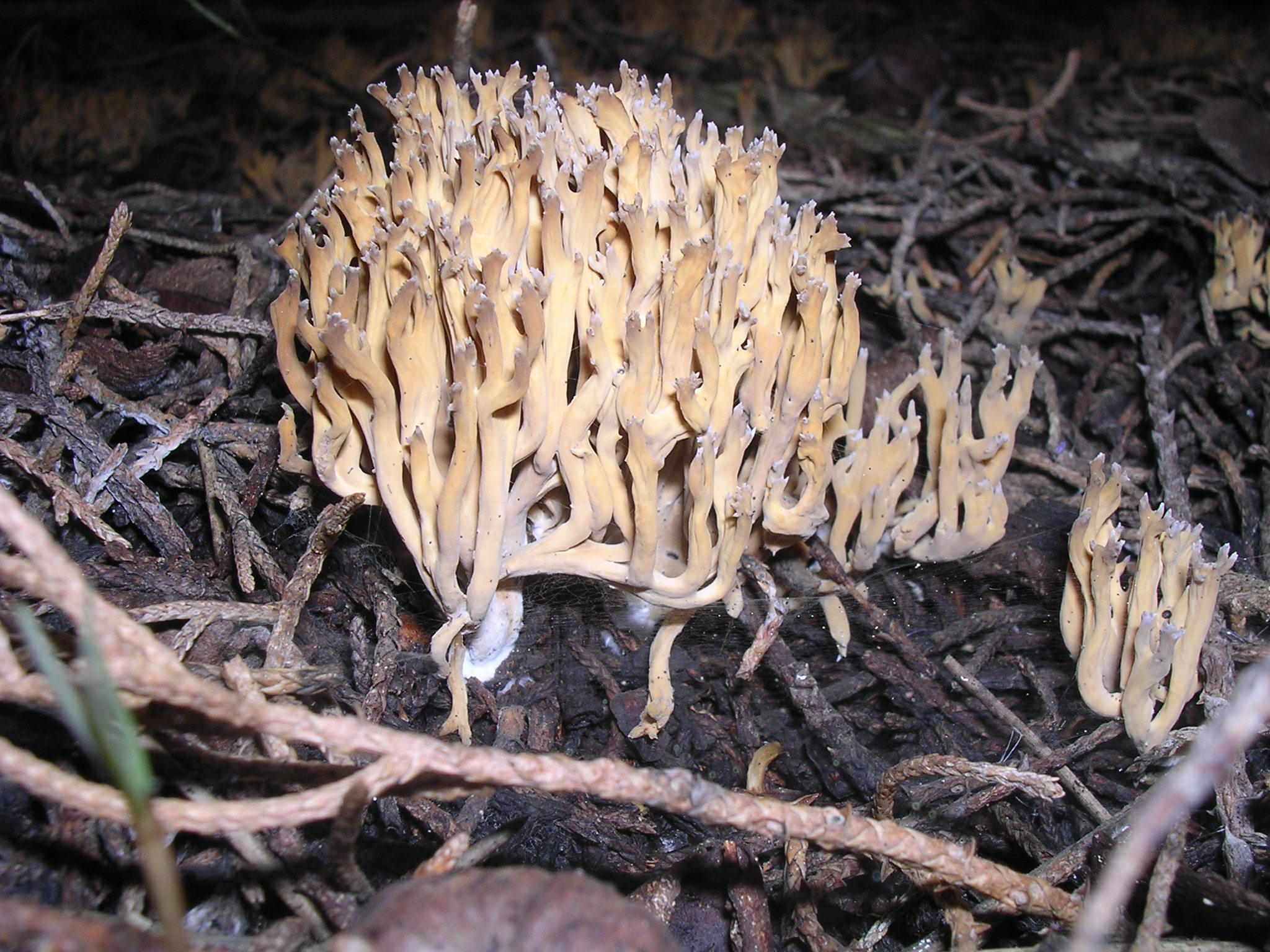
!Ramaria fennica!
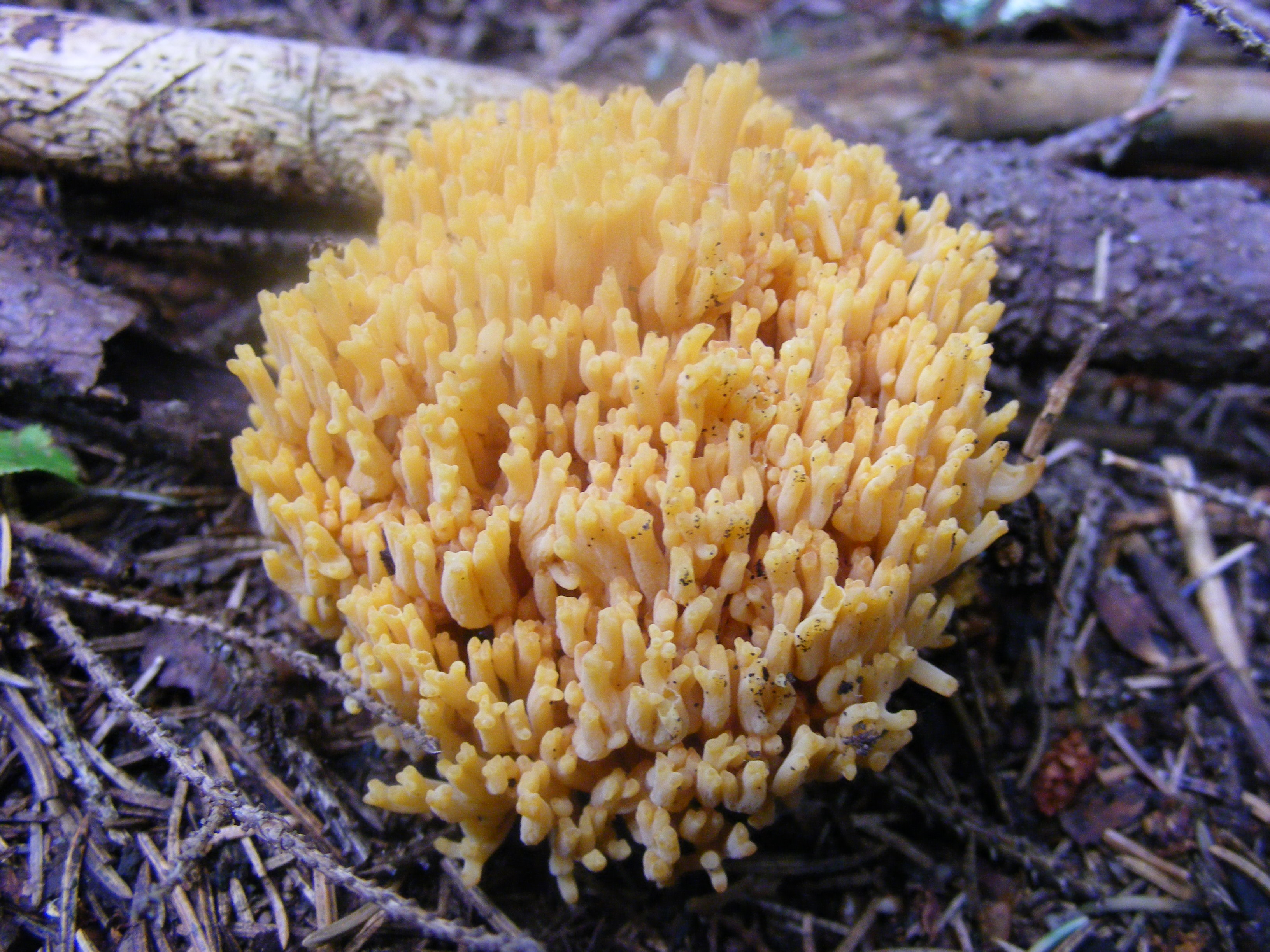
Ramaria flava
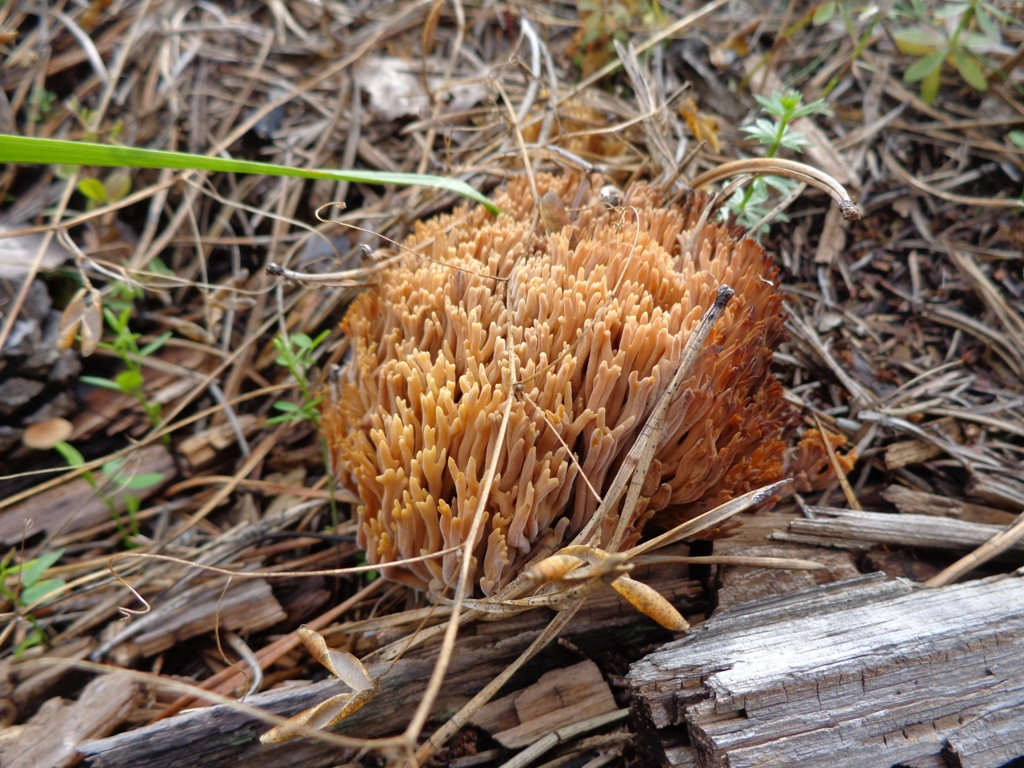
Ramaria flavescens
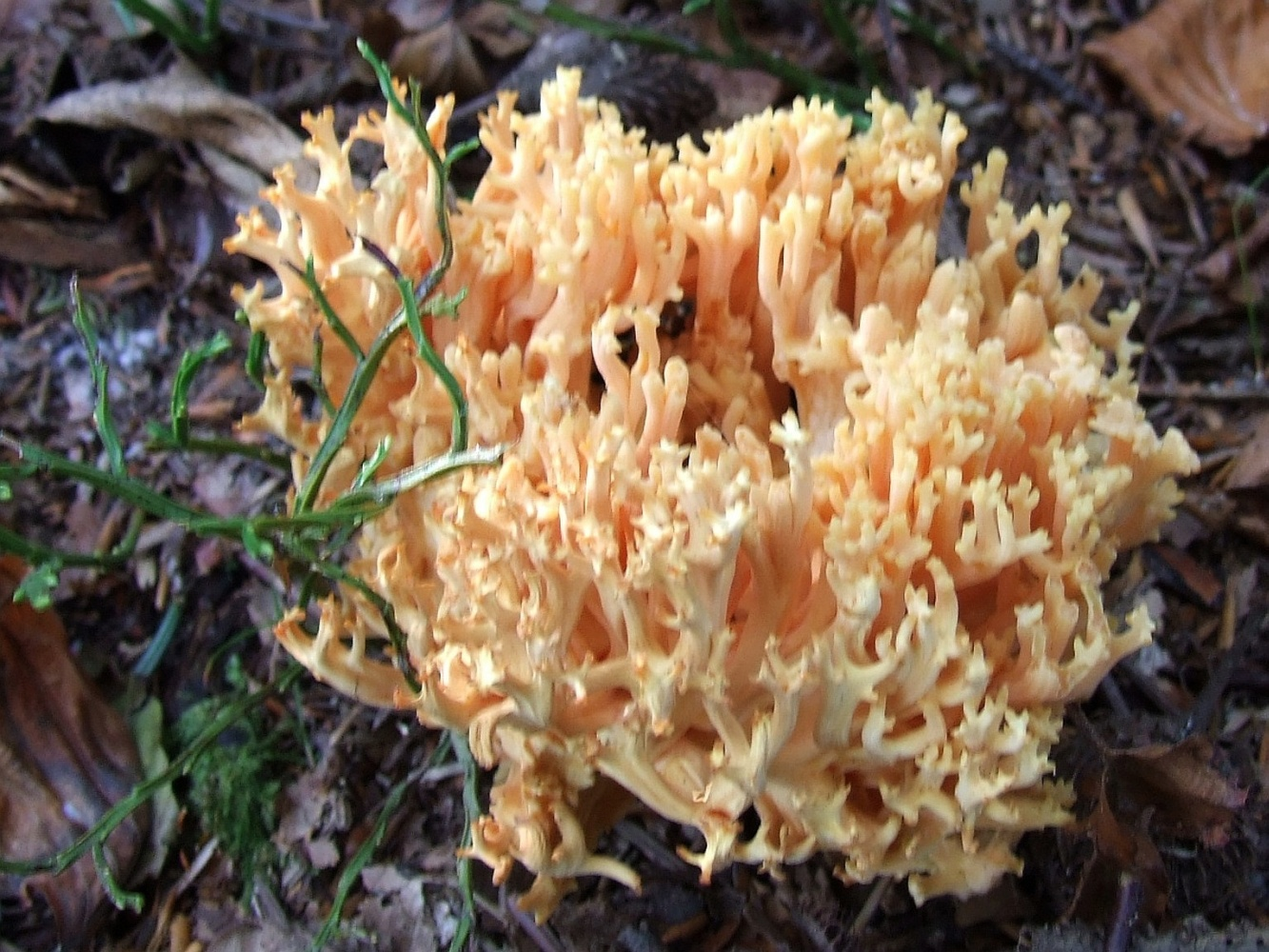
!!Ramaria formosa!!

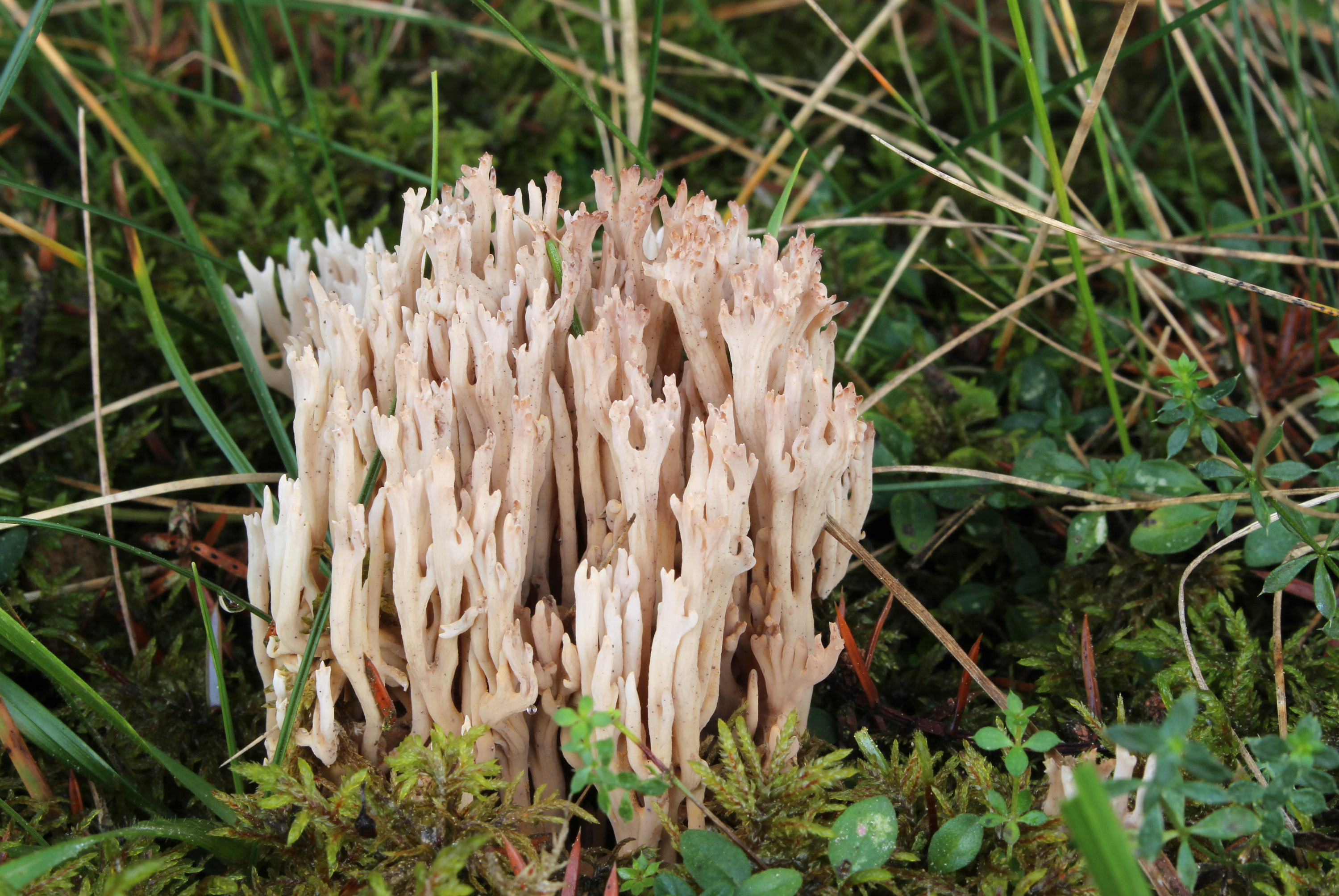
Ramaria gracilis
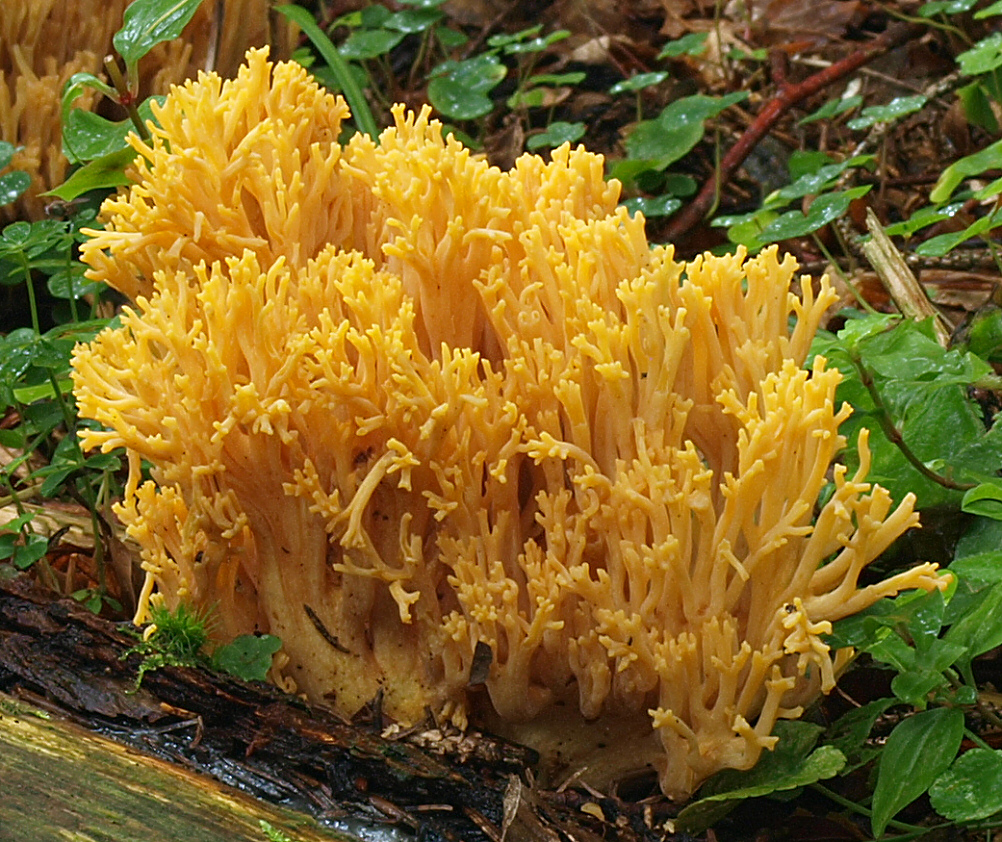
Ramaria largentii
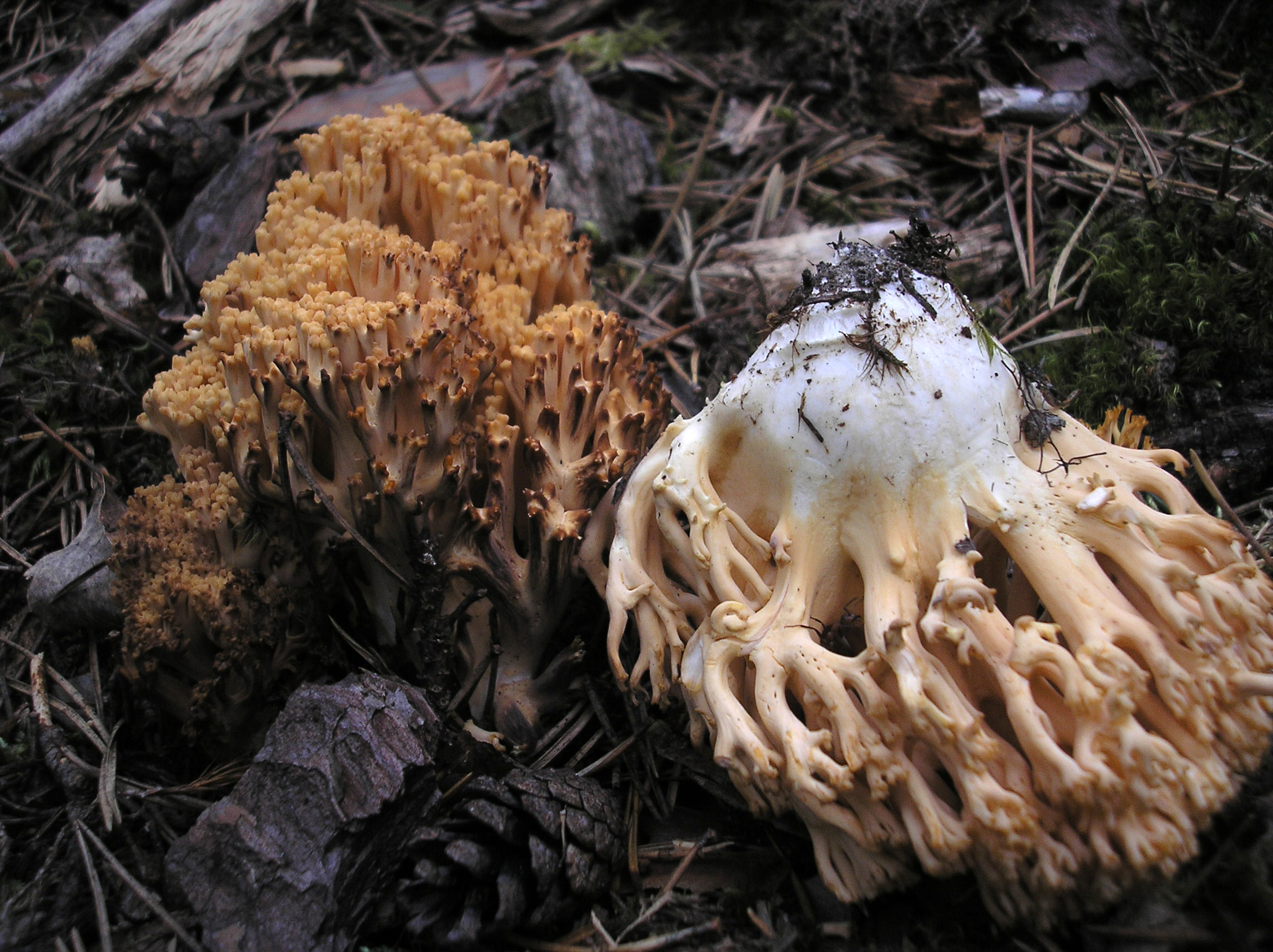
Similară Ramaria obtusissima
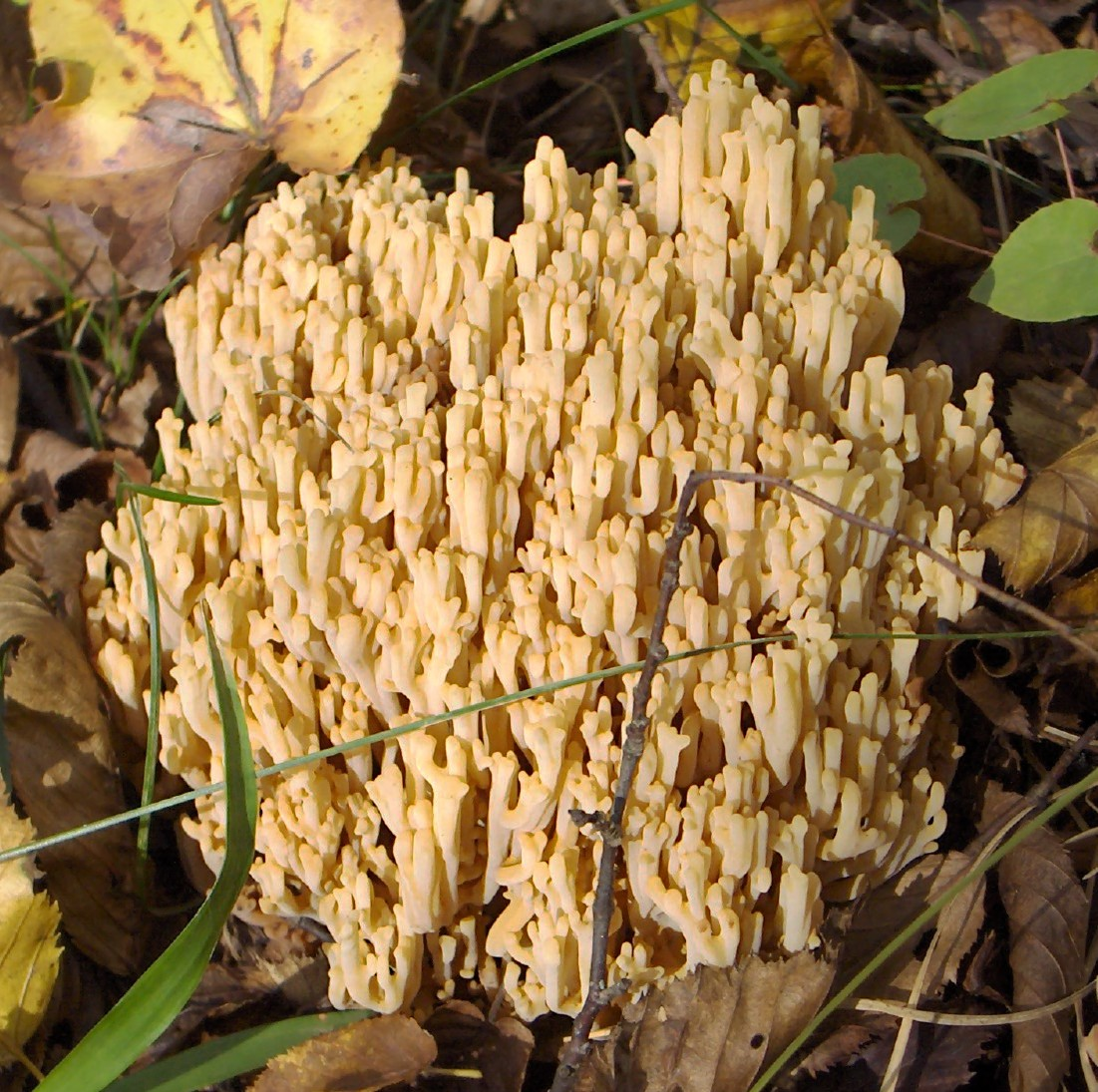
!!Ramaria pallida!!
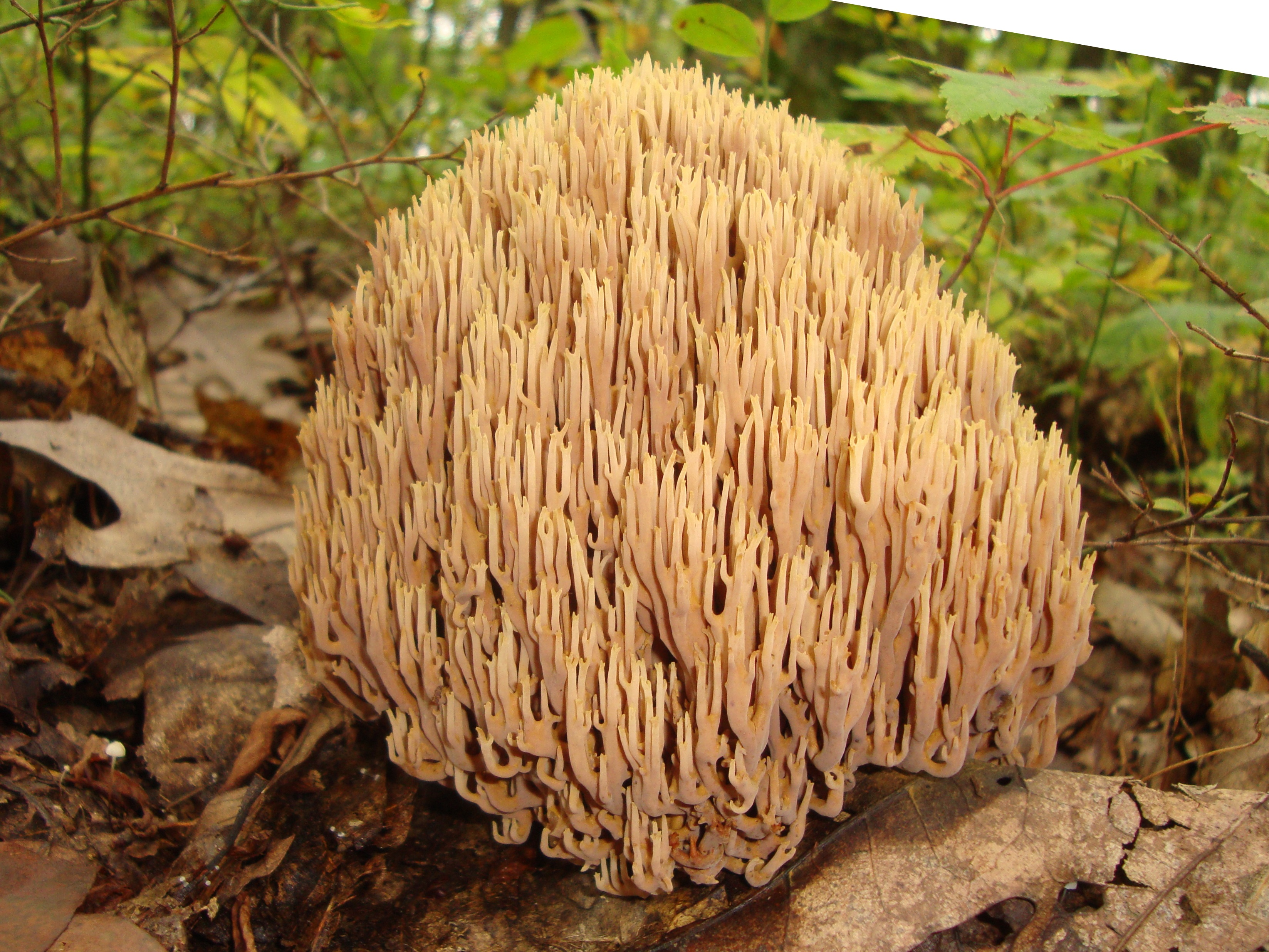
!Ramaria stricta!
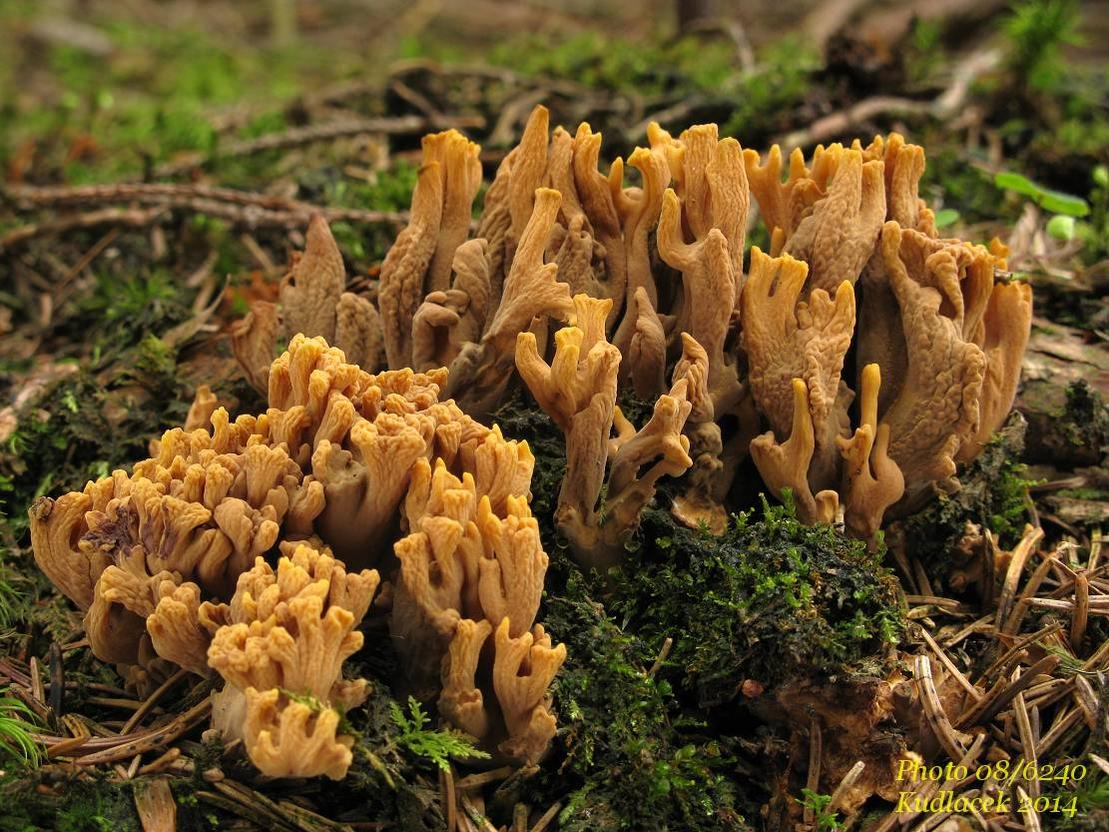
!Ramaria testaceoflava!

## Valorificare
Acest soi nu este comparabil cu delicioasa Ramaria botrytis, dar poate fi preparat în același fel. Se recomandă strict numai consumul de ciuperci tinere, pentru că  devin în vârstă apoase și amare ca aproape toate speciile genului, provocând atunci deseori tulburări gastrointestinale (dar fără ca ciuperca ar fi declarată toxică). Și o fierbere prelungită nu elimină elementele insuficient digerabile.
Specia ar trebui să fie cruțată și lăsată la loc pentru a permite răspândirea ei, după ce este foarte rară.